# Somewhere Between (serie televisiva)
Somewhere Between è una serie televisiva drammatica statunitense ideata da Stephen Tolkin.
La serie è un adattamento americano della serie televisiva sudcoreana God's Gift: 14 Days, trasmessa sulla SBS nel 2014.
La serie segue la vicenda di una madre che cerca di cambiare il destino dell'omicidio di sua figlia.
La serie è stata trasmessa sulla ABC dal 24 luglio al 19 settembre 2017.
In Italia, la serie è stata interamente pubblicata su Netflix il 28 settembre 2018.
Il 2 novembre 2017, la serie viene cancellata dopo una sola stagione.

## Trama
Dopo una serie di omicidi nelle vicinanze, Laura si rende conto che sta rivivendo la giornata con un reset in stile Ricomincio da capo. Tuttavia, ha solo una possibilità di capire cosa sta succedendo e impedire al killer di ferirla.

## Personaggi e interpreti
- Laura Price, interpretata da Paula Patton - Una produttrice televisiva di San Francisco, che aiuta la polizia a dare la caccia ad un serial killer. Una madre amorosa, il cui mondo va in frantumi quando la figlia, Serena, viene rapita ed uccisa dal serial killer. Dopo aver tentato il suicidio, Laura inspiegabilmente si sveglia una settimana prima della morte di Serena. Da questo momento, Laura si unisce con l'ex-poliziotto Nico Jackson, con il quale condivide un reset simile, per rintracciare l'assassino e per cambiare il destino della figlia.
- Nico Jackson, interpretato da Devon Sawa[7] - Un ex investigatore diventato investigatore privato, Nico era un detective decorato del SFPD la cui fidanzata, Susanna Spencer, fu assassinata; suo fratello, Danny, fu condannato a morte per il crimine, e Nico, credendo fosse colpevole, testimoniò contro di lui. Emotivamente combattuto a causa della sua perdita, viene successivamente licenziato dal dipartimento di polizia dopo aver brutalmente pestato un civile.
- Thomas "Tom" Price , interpretato da JR Bourne - Il marito potente ma sensibile di Laura, che è anche procuratore distrettuale dello stato, Tom in precedenza ha processato il caso contro Danny e lo ha condannato a morte, anche se in seguito è implicito che nasconde segreti riguardo al caso di Danny. Dopo il "reset" di Laura, diventa sempre più preoccupato per il suo comportamento irregolare.
- Serena Price, interpretata da Aria Birch - La figlia di Laura e Tom, che viene rapita e affogata da un serial killer preso di mira da sua madre. Incapace di far fronte, Laura tentò il suicidio tre mesi dopo la morte di Serena nello stesso lago in cui era stato trovato il suo corpo, ma invece si svegliò una settimana prima della morte di Serena, con l'opportunità di cambiare il suo destino.
- Grace Jackson, interpretata da Catherine Barroll - Madre di Nico e Danny e nonna e custode di Ruby, Grace è l'unica persona che crede che Danny sia innocente, e sta cercando disperatamente di dimostrare la sua innocenza prima di essere giustiziata.
- Esperanza, interpretata da Camille Mitchell - La madre di Laura e la nonna di Serena, una bellezza ampiamente conservata che vive in una struttura psichiatrica di fascia alta dove Laura, Nico e Serena vanno a farle visita. C'è cattivo sangue tra Laura e la madre danneggiata, ma Esperanza adora sua nipote Serena, e fa del suo meglio per aiutarli.
- Capitano Kendra Sarneau, interpretata da Samantha Ferris - Un capitano della SFPD e ex capo di Nico, incaricato dello sforzo della polizia per rintracciare l'assassino.
- Danny Jackson, interpretato da Noel Johansen - Il fratello di Nico, il figlio minore di Grace e il padre di Ruby. Danny ha una disabilità intellettuale che sua figlia ha ereditato. Danny è stato condannato per l'omicidio di tre donne, tra cui la fidanzata di suo fratello Susanna, il cui corpo è stato trovato in mano a Danny da suo fratello. Armato con una grande quantità di prove, la confessione di Danny e la testimonianza di Nico contro di lui in tribunale, Tom condusse con successo Danny condannato e condannato a morte. Tre mesi dopo la morte di Serena, Danny viene giustiziato per iniezione letale; tuttavia, il "reset" di Nico gli offre l'opportunità di cambiare il suo destino.
- Ruby Jackson, interpretata da Imogen Tear - La figlia di Danny e di Nico e Grace. Ruby ereditò la stessa disabilità intellettiva di suo padre, ma è felice e libero di spirito. Diventa presto amica di Serena, con grande angoscia di Laura.
- Jenny, interpretata da Carmel Amit - Un investigatore privato ed ex detenuto che è il partner di Nico.
- Ispettore Glenn 'Cupcake' Kupner, interpretato da Daniel Bacon - Un ispettore SFPD e vecchio amico di Nico.
- Governatore Preston DeKizer, interpretato da Michael St. John Smith - Il Governatore della California. Un forte sostenitore della pena di morte contro gli assassini condannati, sta facendo una campagna per riprendere le esecuzioni, a cominciare da quella di Danny.
- Colleen DeKizer, interpretata da Rebecca Staab - La moglie del governatore.
- Richard Ruskin, interpretato da Serge Houde - Capo di stato maggiore esperto del Governatore, e una vecchia mano politica.

## Episodi
| n° | Titolo originale          | Titolo italiano                        | Prima TV USA      | Pubblicazione Italia | Ascolti USA |
| -- | ------------------------- | -------------------------------------- | ----------------- | -------------------- | ----------- |
| 1  | For One to Live           | Affinché uno viva l'altro dovrà morire | 24 luglio 2017    | 28 settembre 2018    | 2.91        |
| 2  | 2.0                       | 2.0                                    | 25 luglio 2017    | 28 settembre 2018    | 1.76        |
| 3  | The Hunter and the Hunted | La vittima e il cacciatore             | 1º agosto 2017    | 28 settembre 2018    | 1.67        |
| 4  | Fate Takes a Holiday      | Quando il destino va in vacanza        | 8 agosto 2017     | 28 settembre 2018    | 1.44        |
| 5  | Into the Fire             | Nel fuoco                              | 15 agosto 2017    | 28 settembre 2018    | 1.58        |
| 6  | Madness                   | Follia                                 | 22 agosto 2017    | 28 settembre 2018    | 1.61        |
| 7  | The Fourth Man            | Il quarto uomo                         | 29 agosto 2017    | 28 settembre 2018    | 1.71        |
| 8  | Destiny's Child           | Il carattere è il destino              | 5 settembre 2017  | 28 settembre 2018    | 1.78        |
| 9  | Ghost                     | Fantasma                               | 12 settembre 2017 | 28 settembre 2018    | 1.62        |
| 10 | One Must Die              | Uno deve morire                        | 19 settembre 2017 | 28 settembre 2018    | 1.88        |

## Produzione
Il 16 febbraio 2016, la ABC annunciò l'ordine di 10 episodi del remake statunitense della serie televisiva sudcoreana Sin-ui seonmul - 14il trasmessa sulla SBS dal 3 marzo al 22 aprile 2014.
La produzione è iniziata il 7 marzo 2017 a Vancouver, in British Columbia.
Il 26 gennaio 2017 venne annunciato che Paula Patton era stata scelta per il ruolo di Laura Price. Venne seguita, il 21 febbraio da Devon Sawa e il 23 febbraio da JR Bourne.

## Trasmissione internazionale
La serie verrà distribuita interamente nel resto del mondo su Netflix il 28 settembre 2018, in tutti i paesi in cui il servizio è disponibile.